# گلاستر، نیو ساوت ولز
گلاستر (به انگلیسی: Gloucester) یک شهرک در استرالیا است که در Gloucester Shire واقع شده‌است.